# Phúc Bồ
Phúc "Bồ" là biệt danh của Nguyễn Thị Phúc (1957 — tháng 7 năm 2016), một trùm băng đảng nổi tiếng của Hà Nội vào những năm cuối của thập niên 1990, là nhân vật cùng thời với Khánh "trắng" (cũng là một tội phạm có tiếng). Cái tên Phúc "bồ" và Khánh "trắng" từng là nỗi kinh hoàng cho nhiều người dân buôn bán ở khu vực các chợ trong khu phố cổ Hà Nội như chợ Đồng Xuân, chợ Phùng Hưng. Dưới danh nghĩa là những đội bốc xếp, vận chuyển hàng hóa cho các tiểu thương, Phúc "bồ" cầm đầu một băng nhóm xã hội đen ngang nhiên lộng hành bắt nạt và chèn ép dân buôn bán. Thậm chí, có tố giác là những người này đã xâm phạm chỗ ở, bắt giữ người trái pháp luật, cho vay nặng lãi, đòi nợ thuê, và tiến hành hàng chục vụ đâm thuê chém mướn gây thương tích cho một số người.
Điểm lạ là dưới trướng Phúc "bồ" có khá nhiều đàn ông có máu mặt, là dân giang hồ chính hiệu. Băng đảng của Phúc "bồ" hoành hành mạnh nhất trong khoảng 21 tháng. Thời gian này, băng nhóm của Phúc "Bồ" làm mưa làm gió đối với dân buôn bán ở chợ Phùng Hưng và một số khu vực quanh chợ Đồng Xuân.
Mặc dù là người cầm đầu băng nhóm, Phúc "bồ" đã đưa người tình của mình lên làm đội trưởng đội bốc xếp. Phúc "bồ" là người có óc tổ chức khi biết lập ra các tổ bốc xếp nhỏ ở từng khu vực buôn bán các mặt hàng. Phúc "bồ" đã đưa một số đàn em lên làm tổ trưởng và đề ra mức tiền hằng ngày phải nộp cho từng người, từng tổ, từng nhóm. Các đội viên đều tìm mọi cách để đạt chỉ tiêu, nếu không sẽ bị trừng phạt, hoặc không cho làm nữa.
Do nhiều nguyên nhân, Phúc "bồ" và Khánh Trắng từng đụng độ nhau rất nhiều lần, chủ yếu để dàn xếp lãnh thổ hoạt động của băng nhóm mình. Nhiều vụ "thanh toán" đã diễn ra khá tàn bạo. Điển hình là vụ ẩu đả của hai băng nhóm này ở gần bốt Hàng Đậu mà kết quả là người tình của Phúc "bồ", lúc đó đang đội trưởng đội bốc xếp, đã bị đàn em Khánh "trắng" tạt axít hỏng một mắt. Sau nhiều lần dàn xếp, cuối cùng khu vực hoạt động của hai băng nhóm cũng được xác lập. Khánh "trắng" cai quản khu vực chợ Đồng Xuân còn Phúc "vồ" cai quản các khu vực lân cận. Sau này, Khánh "trắng" bị bắt trước Phúc "bồ" chỉ một thời gian ngắn. Sau đó, Khánh "trắng" bị tử hình bằng xử bắn, còn Phúc "bồ" phải thụ án 9 năm tù tại Trại 5, Thanh Hóa.
Năm 2002, Phúc "bồ" được ân xá, ra tù trước thời hạn. Để mưu sinh, Phúc "bồ" về mở cửa hàng kinh doanh điện thoại và mỹ phẩm tại nhà. Sau ba lần tai biến mạch máu não, Phúc "bồ" được đưa vào trại dưỡng lão và qua đời tháng 7 năm 2016 tại đây vì tai biến.